# Маунт-Лебанон (Луїзіана)
Маунт-Лебанон (англ. Mount Lebanon) — місто (англ. town) в США, в окрузі Б'єнвіль штату Луїзіана. Населення — 66 осіб (2020).

## Географія
Маунт-Лебанон розташований за координатами 32°30′19″ пн. ш. 93°3′0″ зх. д. / 32.50528° пн. ш. 93.05000° зх. д. (32.505248, -93.049923).  За даними Бюро перепису населення США в 2010 році місто мало площу 10,44 км², уся площа — суходіл.

## Демографія
Згідно з переписом 2010 року, у місті мешкали 83 особи в 38 домогосподарствах у складі 22 родин. Густота населення становила 8 осіб/км².  Було 53 помешкання (5/км²).
Расовий склад населення:
| - 83,1 % — білих - 13,3 % — чорних або афроамериканців |

До двох чи більше рас належало 3,6 %. Частка іспаномовних становила 0,0 % від усіх жителів.
За віковим діапазоном населення розподілялося таким чином: 19,3 % — особи молодші 18 років, 66,2 % — особи у віці 18—64 років, 14,5 % — особи у віці 65 років та старші. Медіана віку мешканця становила 45,8 року. На 100 осіб жіночої статі у місті припадало 93,0 чоловіків;  на 100 жінок у віці від 18 років та старших — 91,4 чоловіків також старших 18 років.
За межею бідності перебувало 17,8 % осіб, у тому числі 20,0 % дітей у віці до 18 років та 23,1 % осіб у віці 65 років та старших.
Цивільне працевлаштоване населення становило 16 осіб. Основні галузі зайнятості: освіта, охорона здоров'я та соціальна допомога — 31,3 %, виробництво — 25,0 %, транспорт — 18,8 %.